# Ponte di Bagration
Il ponte di Bagration è un ponte pedonale coperto che attraversa il fiume Moscova a Mosca. Collega la Torre 2000 al Centro d'affari internazionale di Mosca. Il ponte è stato aperto nel settembre 1997. Prende il nome dal generale Pëtr Bagration.

## Struttura
Il ponte di Bagration ha una lunghezza di 214 metri e una larghezza di 16 metri. Si trova a 13 metri sopra il fiume. I pilastri di sostegno sono in cemento armato, con struttura portante in acciaio. Realizzato nel 1996 dalla Caoduro Spa - Italia, è costituito da parti in policarbonato, alluminio e vetro. Il ponte si articola su due livelli. Il livello inferiore, completamente vetrato, è allo stesso tempo una passerella per attraversa il fiume e un centro commerciale che presenta negozi, caffè e ristoranti; la parte superiore, in parte vetrata, ha una piattaforma di osservazione.

## Galleria d'immagini

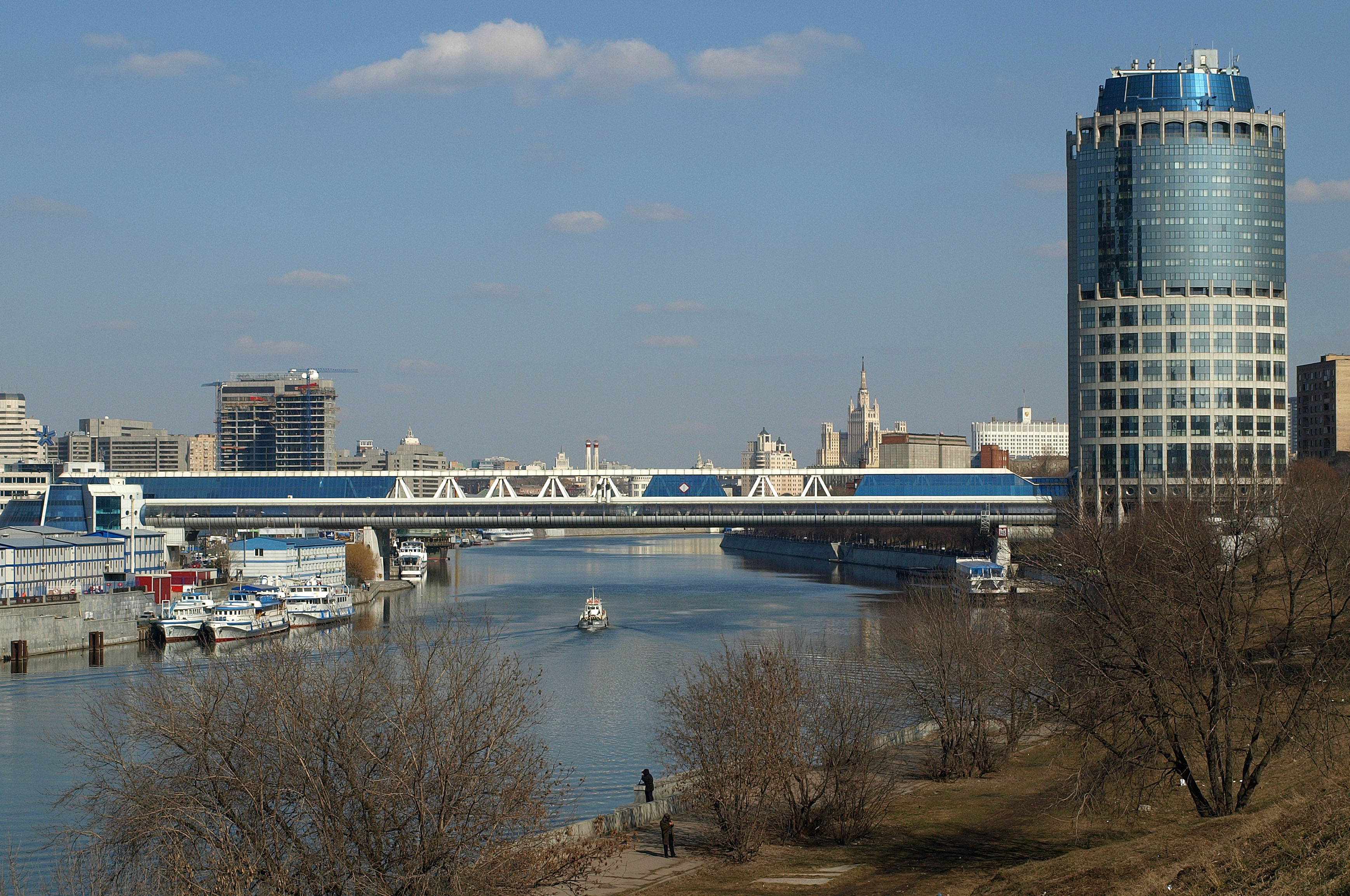
Ponte di Bagration
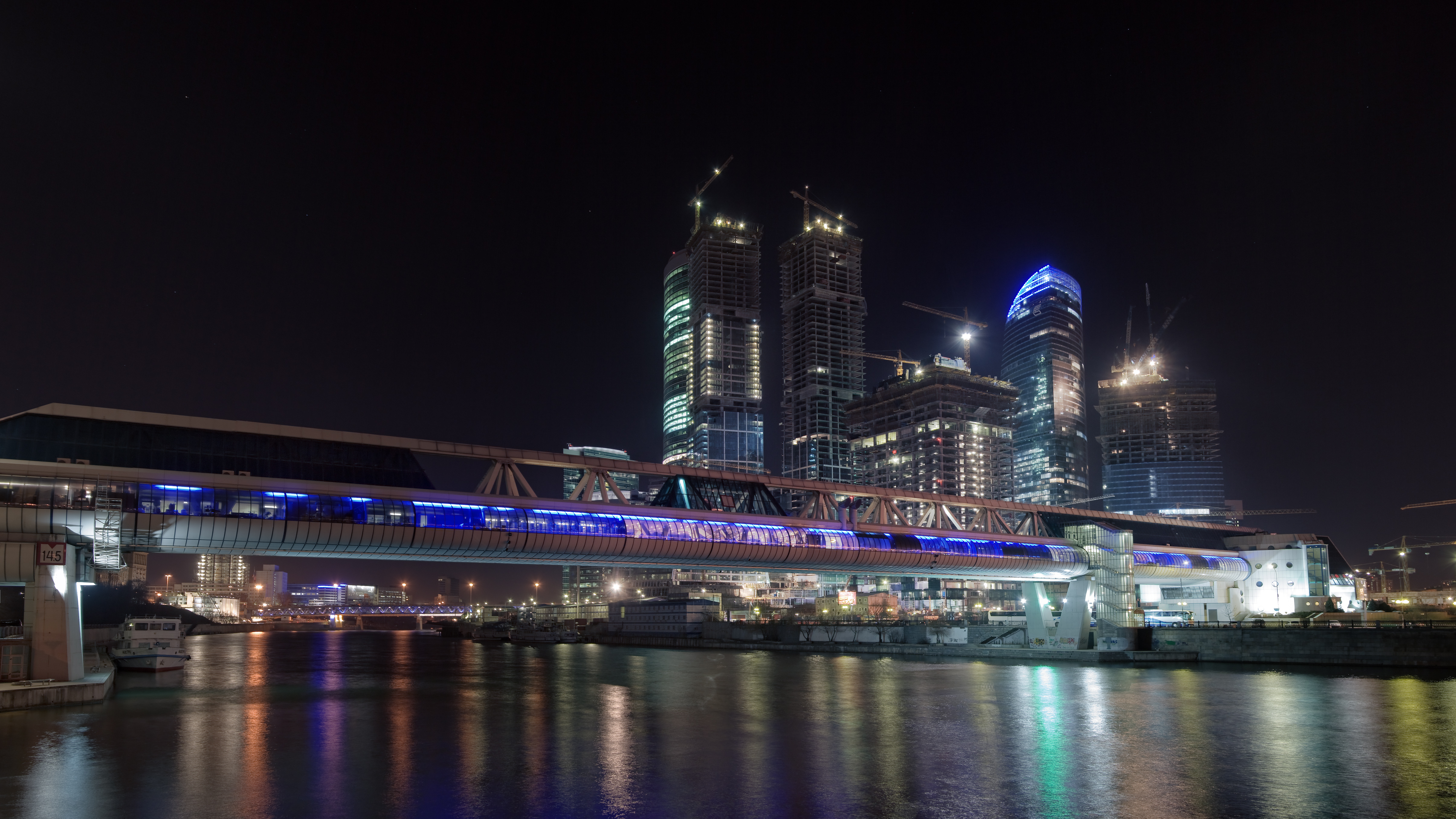
Il ponte Bagration e il Moscow International Business Center di notte